# Березники (посёлок, Сивинский район)
Березники — посёлок в Сивинском районе Пермского края России. Расположен в северной части района примерно в 14 км на север по прямой от села Сива.
Климат умеренно континентальный с продолжительной снежной зимой и коротким, умеренно-тёплым летом. Среднегодовая температура +1,7 °C. Средняя температура июля составляет +17,7 °C, января −15,1 °C. Среднее годовое количество осадков составляет 586 мм.
Упоминается с 1954 года. До 2021 года входит в состав Екатерининского сельского поселения Сивинского района. Предполагается, что после упразднения обоих муниципальных образований войдёт в состав Сивинского муниципального округа.

## Население
| 2010 |
| ---- |
| 258  |

Постоянное население составляло 353 человека в 2002 году (90 % русские).